# 駒井家住宅
駒井家住宅（こまいけじゅうたく）は、昭和2年（1927年）に遺伝学の権威京都帝国大学理学部教授駒井卓博士の自邸として京都・琵琶湖疏水分線の畔にウィリアム・メレル・ヴォーリズ設計により建てられた近代洋風建築である。
平成14年（2002年）に遺族より土地・建物を寄贈された日本ナショナルトラストおよびアメニティ2000協会が管理し、駒井卓・静江記念館として一般に公開している。

## 建物
- 主棟
- 付属屋
- 離れ
- 温室

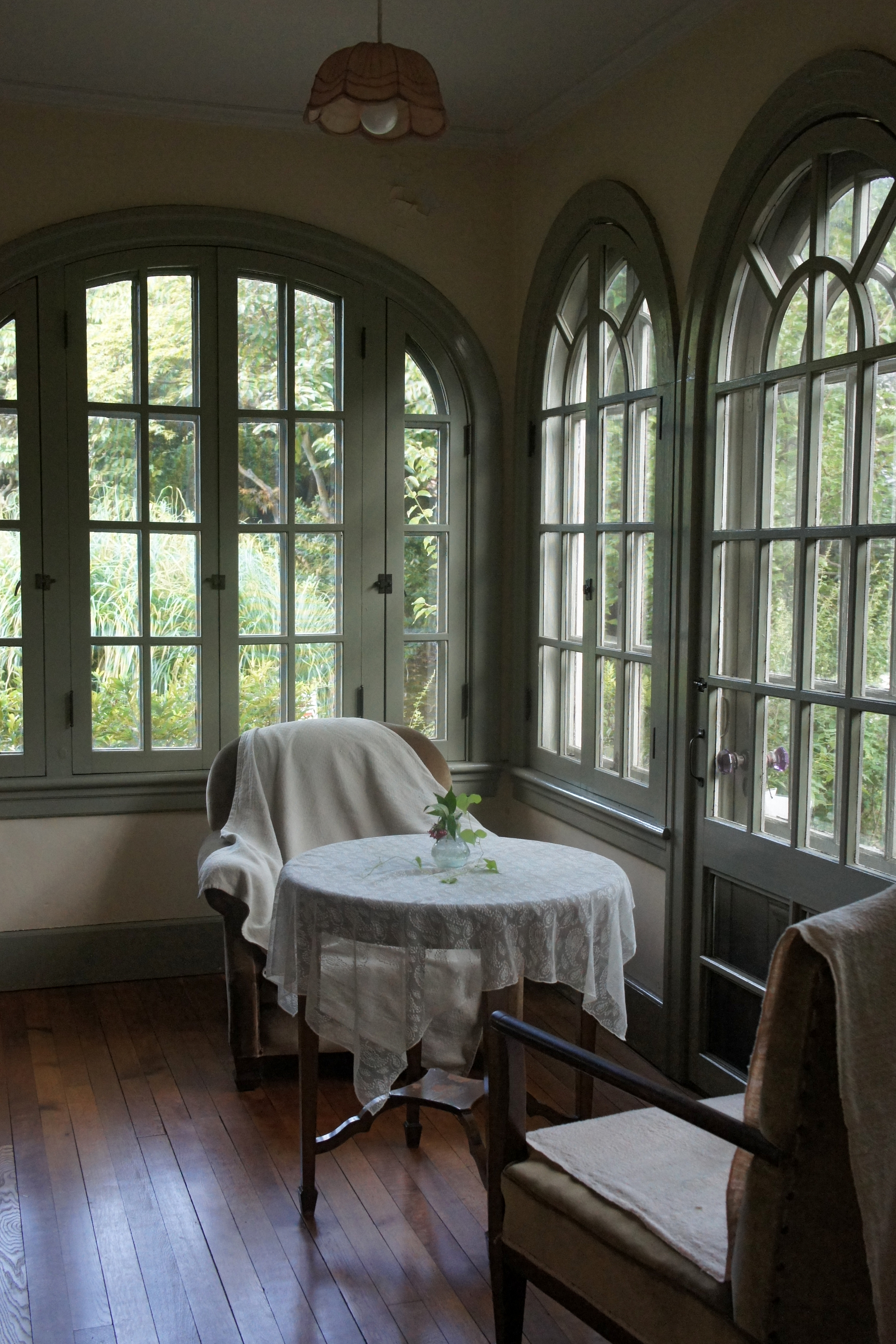
主棟1F内部
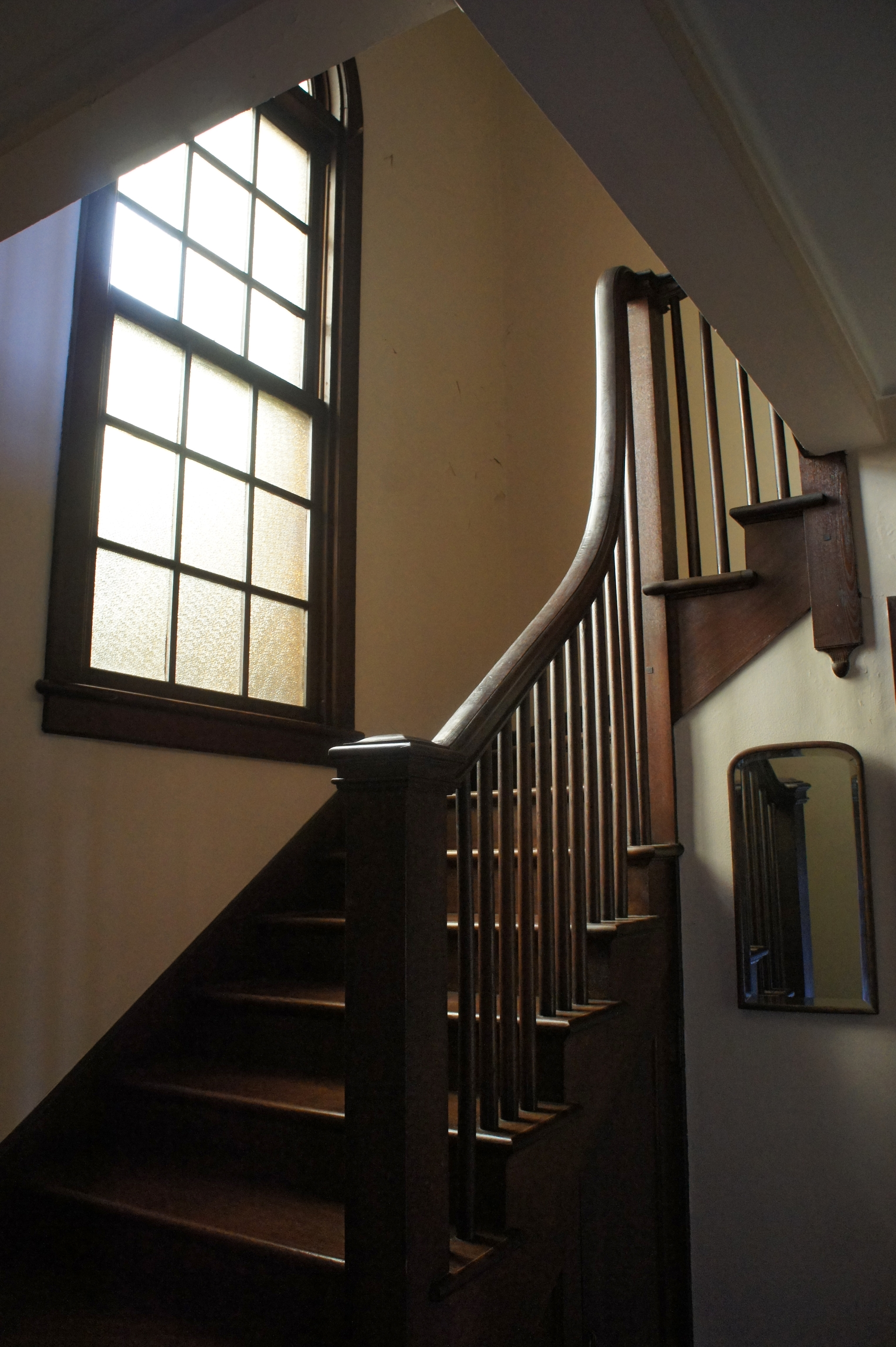
主棟階段
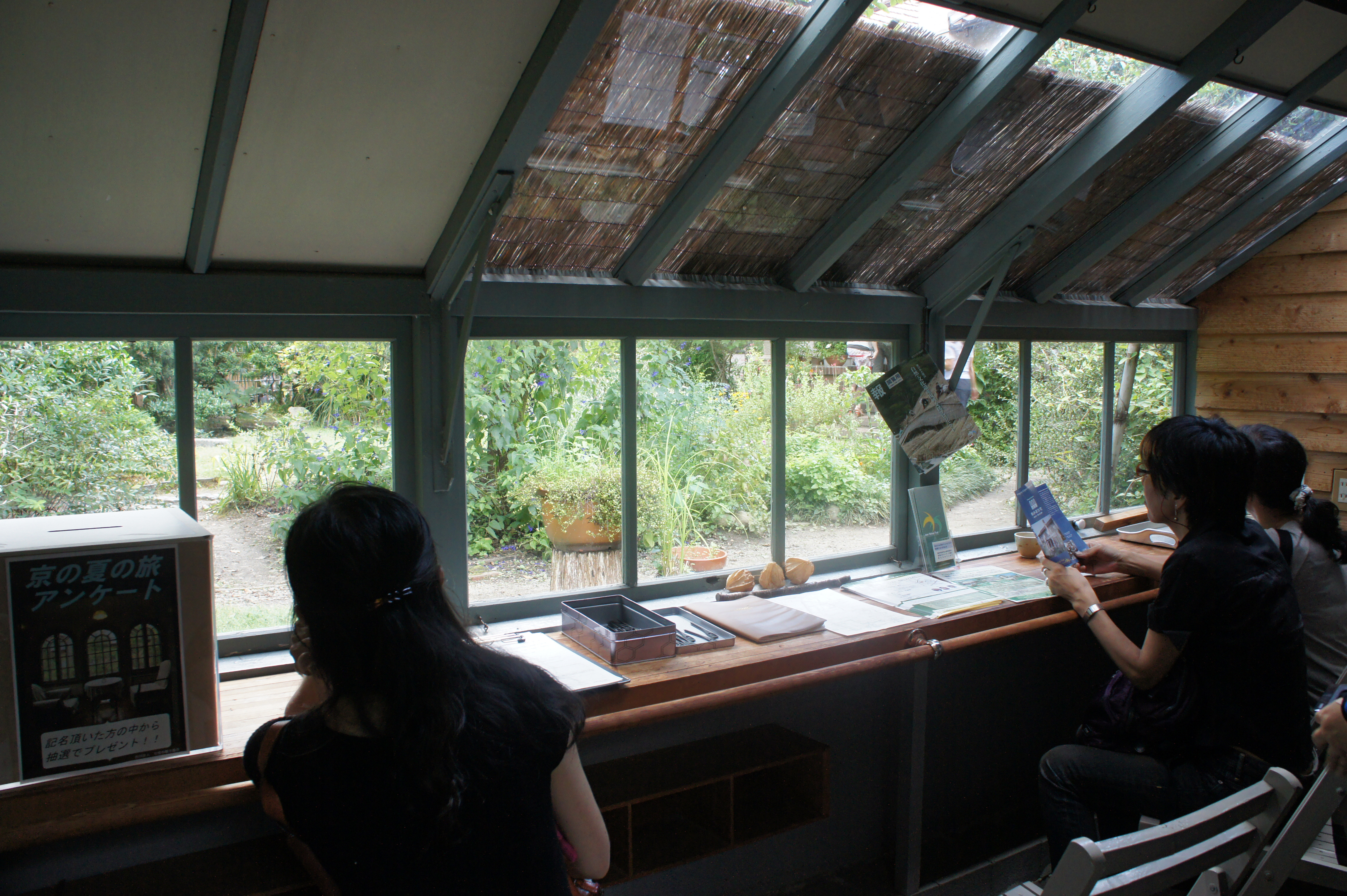
温室内部
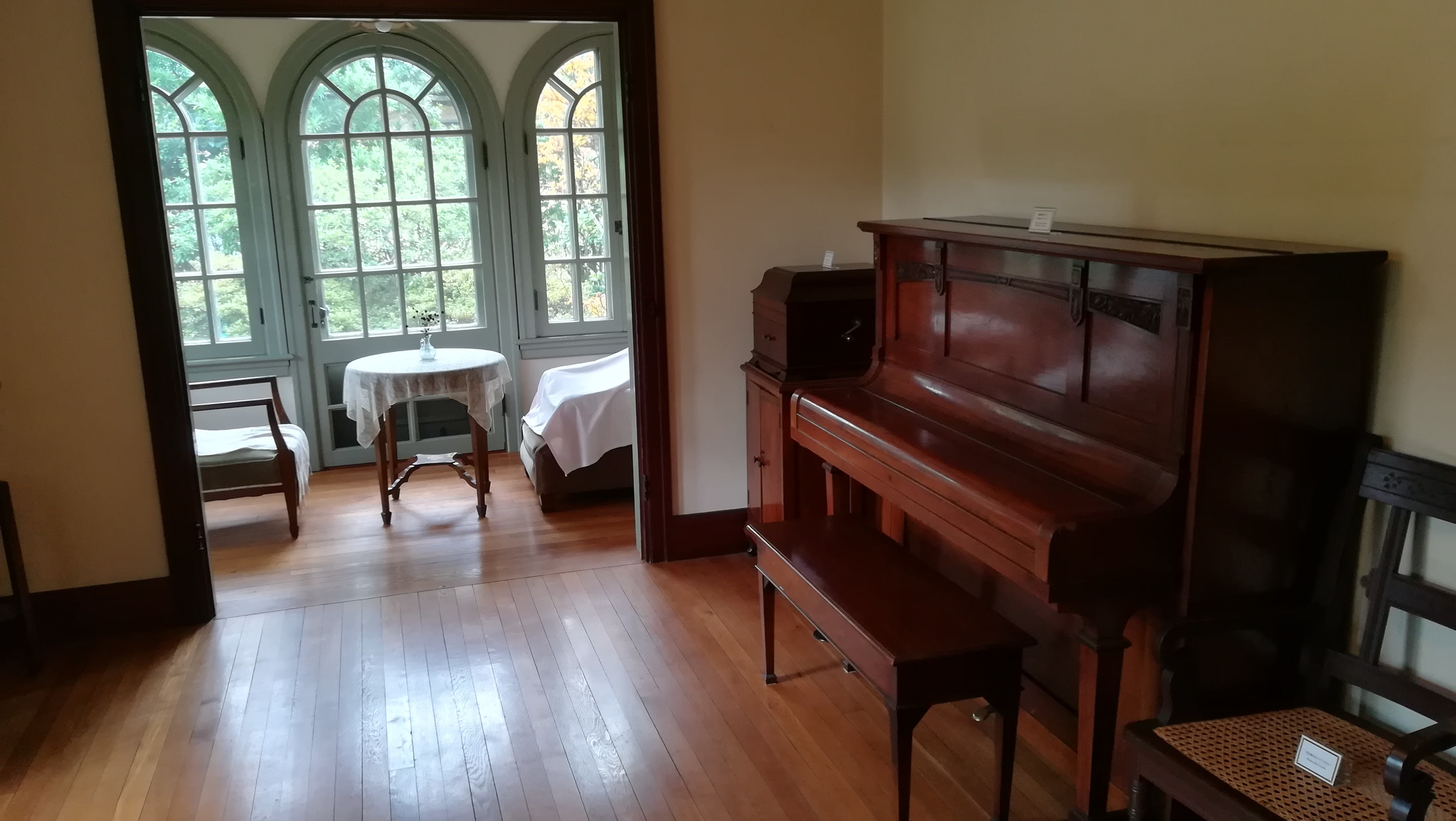
NHK「マッサン」の撮影で使われた１階リビング

## 交通アクセス
- 叡山電鉄 茶山・京都芸術大学駅 徒歩7分
- 京都市営地下鉄 北大路駅から北大路バスターミナル（赤のりばのＢ）204・錦林車庫ゆき乗車、「伊織町」下車徒歩3分。
- JR京都駅バスのりば（A１）5・岩倉操作場ゆき乗車、「上終町・瓜生山学園京都芸術大学前」下車徒歩7分。
- 阪急電車 京都河原町駅から市バス　北白川仕伏町ゆきは「北白川小倉町」、上終町ゆきは「伊織町」で下車。